# Tetrorchidium ulugurense
Tetrorchidium ulugurense là một loài thực vật thuộc họ Euphorbiaceae. Đây là loài đặc hữu của Tanzania.